# Malimono
Malimono is een gemeente in de Filipijnse provincie Surigao del Norte op het eiland Mindanao. Bij de laatste census in 2007 had de gemeente bijna 17 duizend inwoners.

## Geografie

### Bestuurlijke indeling
Malimono is onderverdeeld in de volgende 14 barangays:
| - Bunyasan - Cagtinae - Can-aga - Cansayong - Cantapoy - Cayawan - Doro | - Hanagdong - Karihatag - Masgad - Pili - San Isidro - Tinago - Villariza |

## Demografie
Malimono had bij de census van 2007 een inwoneraantal van 16.883 mensen. Dit zijn 2.286 mensen (15,7%) meer dan bij de vorige census van 2000. De gemiddelde jaarlijkse groei komt daarmee uit op 2,03%, hetgeen lager is dan het landelijk jaarlijks gemiddelde over deze periode (2,04%). Vergeleken met de census van 1995 is het aantal mensen met 2.692 (19,0%) toegenomen.

De bevolkingsdichtheid van Malimono was ten tijde van de laatste census, met 16.883 inwoners op 80,13 km², 177,1 mensen per km².